# Klaus Aktories
Klaus Aktories (* 4. August 1948 in Wanne-Eickel) ist ein deutscher Mediziner und Pharmakologe. Sein Forschungsinteresse gilt der Signaltransduktion durch GTPasen und ihrer Wechselwirkung mit bakteriellen Toxinen.

## Leben
Aktories studierte Pharmazie und Medizin in Frankfurt am Main. Unter Anleitung von Hans-Dieter Taubert fertigte er seine Dissertationsschrift Die Beeinflussung des Ovarialzyklus durch verschiedene Typen hormonaler Kontrazeptiva an und wurde 1977 zum Dr. med. promoviert. An der Ruprecht-Karls-Universität Heidelberg wurde er 1981 zum Dr. rer. nat. promoviert („Hemmung der Fettzellen-Adenylat-Cyclase durch hormonale Faktoren und Pharmaka“). Von 1981 bis 1984 arbeitete Aktories am Pharmakologischen Institut der Universität Heidelberg bei Günter Schultz und habilitierte sich 1983 zum Thema Hormonsensitive GTPasen – Untersuchungen über die Regulation und Rolle von GTPasen bei der hormonellen Kontrolle der Adenylat-Cyclase.
Von 1985 bis 1989 und 1989 bis 1991 hatte Aktories eine außerordentliche Professur in Gießen bzw. Essen inne. 1991 wechselte er auf eine ordentliche Professur an die Universität des Saarlandes. 1995 wurde er aus 57 Bewerbern für den Lehrstuhl I des Institut für experimentelle und klinische Pharmakologie und Toxikologie der Universität Freiburg ausgewählt und berufen.

## Werk
Die Arbeit von Klaus Aktories trägt wesentlich zum Verständnis der Wirkweise von bakteriellen Proteintoxinen bei. So konnten er und seine Mitarbeiter 1986 zeigen, dass das Botulinum C2-Toxin durch eine ADP-Ribosylierung die Polymerstruktur von Aktin zerstört. Die Clostridium difficile Toxine A und B, der Zyototoxisch-nekrotisierende Faktor 1 aus E. coli-Stämmen und die Toxine von Photorhabdus luminescens führen über Modifikation von Rho-GTPasen gleichfalls zu einer Zerstörung des Zytoskeletts.
Einen tieferen Einblick in die Forschung von Klaus Aktories erlaubt eine 2005 erschienene Übersichtsarbeit.
Zusammen mit anderen ist Aktories Herausgeber des von Wolfgang Forth begründeten deutschsprachigen Standardwerks Allgemeine und spezielle Pharmakologie und Toxikologie.

## Auszeichnungen
- Mitglied der Deutschen Akademie der Naturforscher Leopoldina (seit 2003)[9]
- Albrecht-von-Graefe-Medaille (2005)
- Preisträger der Feldberg Foundation (2005)[10]
- Mitglied der European Molecular Biology Organization (seit 2008)[11][2]